# هولدن تورانا
هولدن تورانا (انگلیسی: Holden Torana) خودرویی است ساخت شرکت هولدن که از سال ۱۹۶۹ میلادی تا ۱۹۷۲ میلادی تولید می‌گردید.

## نگارخانه

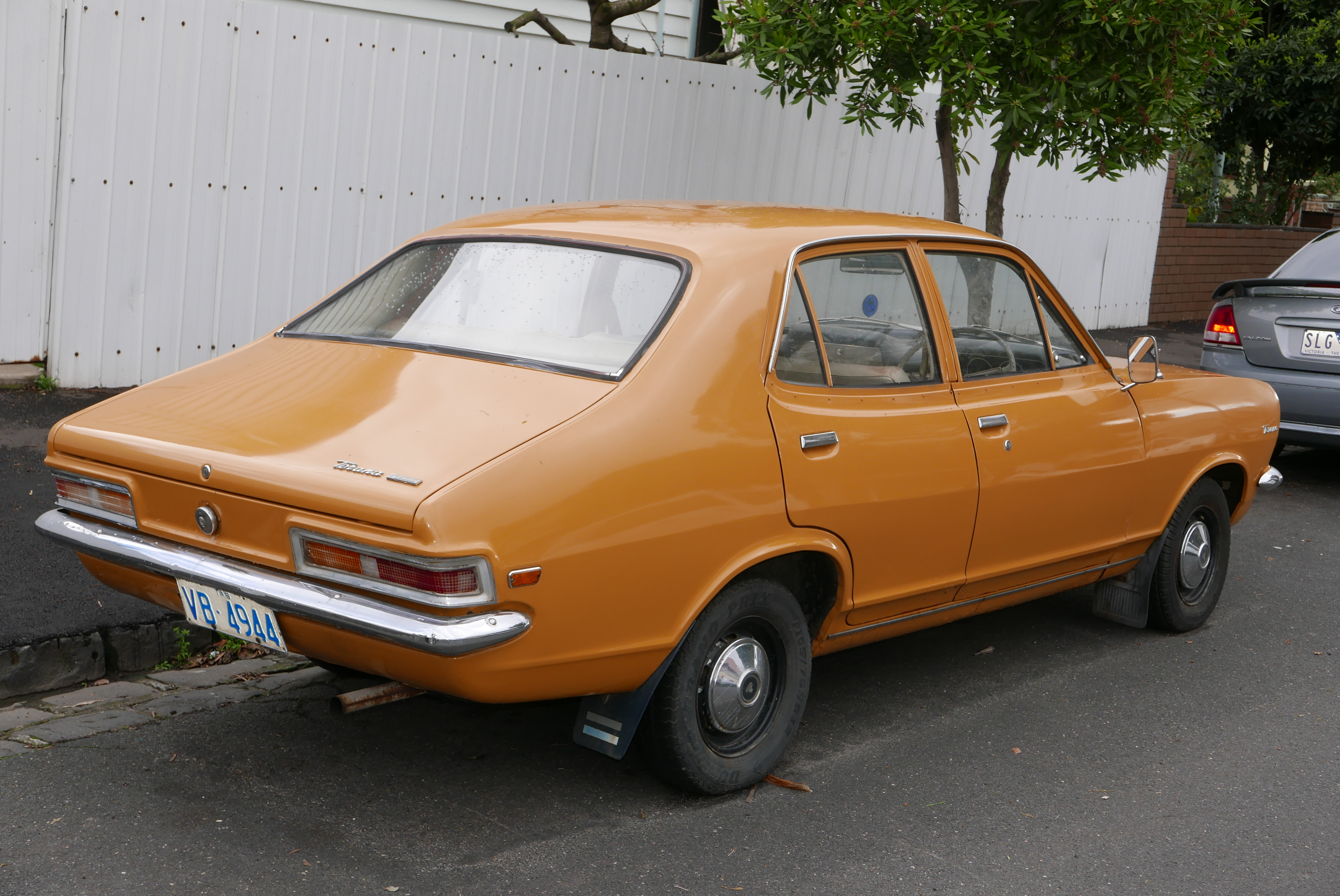
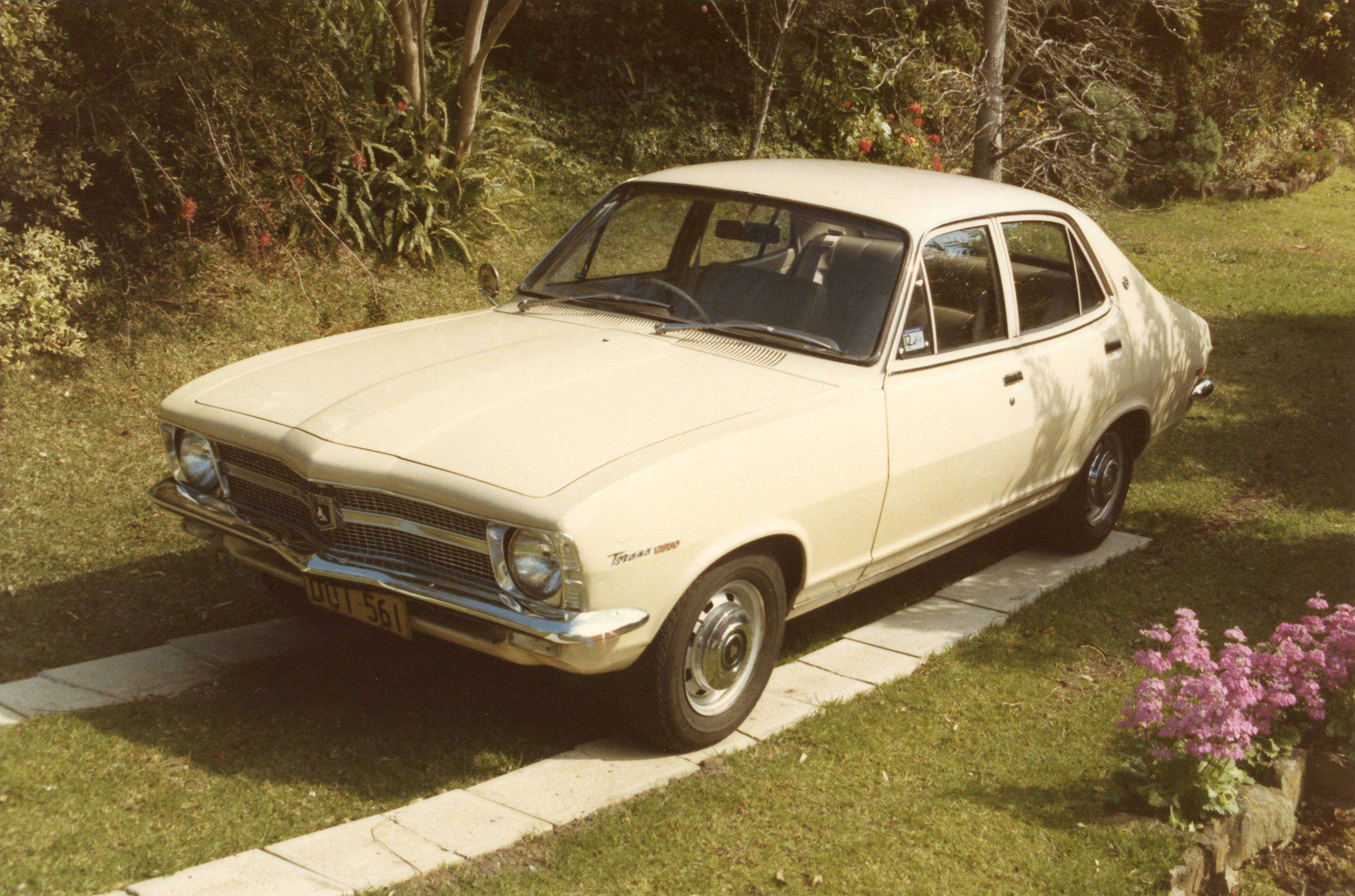
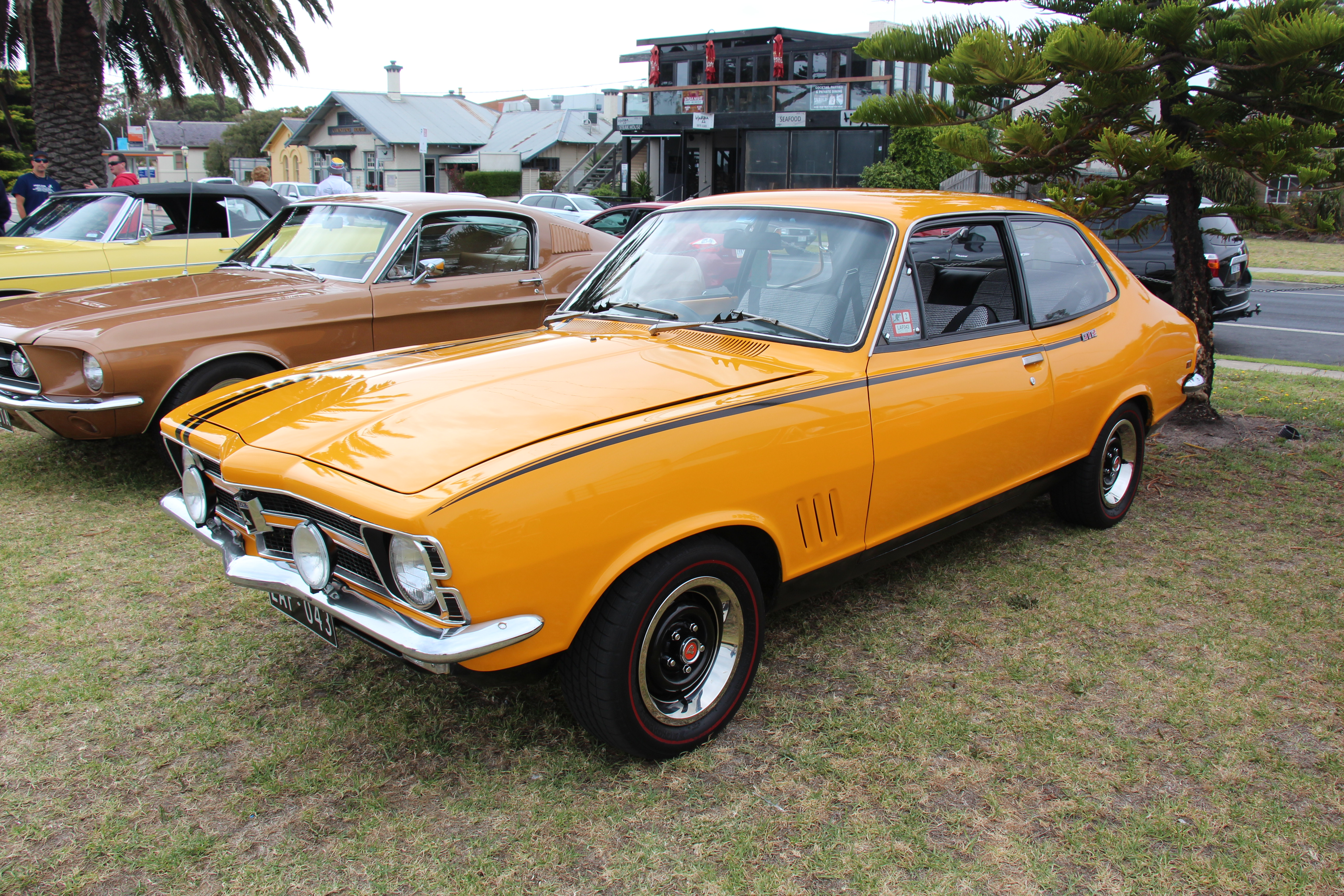
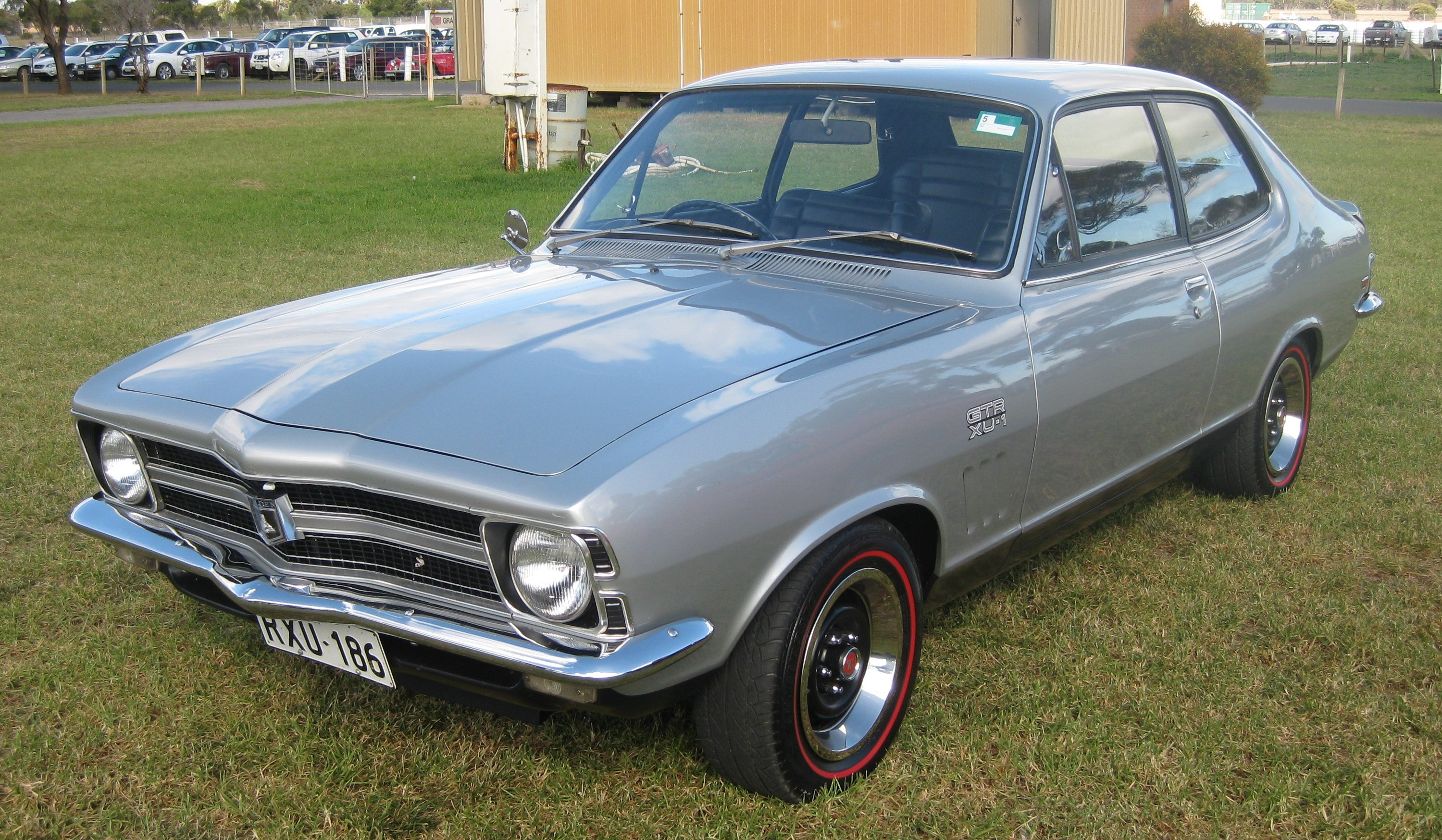